# 소라 하레와타루
펼쳐지는 스카이! 프리큐어의 주인공. 큐어 스카이로 변신한다. 스카이 월드에서 지내다가 엘짱이 납치되자 소라시도 시에 떨어지게 된다.